# Leipoldtia lunata
Leipoldtia lunata är en isörtsväxtart som beskrevs av H.E.K. Hartmann och S. Rast. Leipoldtia lunata ingår i släktet Leipoldtia och familjen isörtsväxter. Inga underarter finns listade i Catalogue of Life.